# 색슨 전쟁
색슨 전쟁(Saxon Wars)은 프랑크 왕국의 카롤루스 1세가 작센인에 대한 정복을 개시한 772년부터 마지막 작센인 저항세력이 분쇄된 804년까지 30여년간 고 작센 지방에서 진행된 전쟁 및 반란 일체를 일컫는 말이다. 이 전쟁의 결과 작센 지방이 프랑크인의 영토로 귀속되었고 작센인은 게르만 이교에서 천주교로 강제로 개종하였다.
작센인은 정복당한 뒤로도 카롤루스가 왕령 직할령으로 돌아가거나 다른 곳에 전쟁을 하러 떠나면 그 즉시 반란을 일으키며 지속적으로 저항했고, 그 과정에서 베르덴 학살 등의 폭력이 발생했다.

## 같이 보기
- 작센주
- 작센 공국
- 게르만족
- 아인하르트